# Hamurabi
Hamurabi (benannt nach König Hammurapi I.) ist eine textbasierte Wirtschaftssimulation, die 1968 unter dem Namen King of Sumeria von Doug Dyment auf einem PDP-8 in FOCAL geschrieben wurde. Sie wurde 1973 von David H. Ahl nach BASIC portiert und durch das Buch BASIC-Computer-Spiele einer breiteren Öffentlichkeit bekannt. Das Spiel ist eine reduzierte Version des bereits 1964 erschienenen Spiels The Sumerian Game ohne multimediale Komponenten. Hamurabi ist heutzutage in Versionen für praktisch jede bekannte Plattform erhältlich, so auch für Java und HTML5.

## Spielbeschreibung
In Hamurabi verwaltet der Spieler als König einen antiken Stadtstaat. Ziel des Spiels ist es, innerhalb von zehn Runden möglichst wenige Hungertote zu verursachen und das Gebiet des Staates auszuweiten. Dabei ist jede Runde neu zu entscheiden, wie viele Morgen Land gekauft oder verkauft werden und wie viele Scheffel Getreide an die Bevölkerung als Nahrung ausgegeben oder als Saat für die kommende Ernte verwendet werden sollen.
Spielbeeinflussende Zufallsfaktoren sind ein variierender Ernteertrag pro Morgen und ein sich verändernder Landpreis. Als weitere Zufallsereignisse können eine Landplage auftreten, die die Bevölkerung dezimiert, und Ratten, die eine bestimmte Menge des gelagerten Getreides auffressen.
Sollte der Spieler nicht vor Ablauf der zehnten Runde von seiner Bevölkerung abgesetzt oder ermordet worden sein, erhält er am Ende eine leicht humoristisch anmutende Beurteilung seiner Leistung.

## Entstehung und Technik
Das Spiel wurde 1968 von Doug Dyment inspiriert durch einen Vortrag über das Sumerer-Spiel als Demonstration für die neue Programmiersprache FOCAL auf einem PDP-8 entwickelt. Dabei beschränkt es sich auf einige Wirtschaftskomponenten der ersten und dritten Phase des Sumerer-Spiels, ohne dem pädagogischen Anspruch seines Vorbilds nachzueifern.
David H. Ahl portierte das Spiel schließlich 1973 nach BASIC und veröffentlichte es in seinem Buch BASIC Computer Games. Der heute gebräuchliche Name Hamurabi mit nur einem m soll dabei durch einen Tippfehler Dyments entstanden sein. Von nun an verbreitete sich das Spiel schnell auf viele BASIC-fähige Computer und wurde zu einem der beliebtesten Programme aus Ahls Buch.
1982 erschien das Buch BASIC-Computer-Spiele von Ahl im SYBEX-Verlag und enthielt eine Version des Spiels auf Deutsch.
Noch heute wird das Spiel wegen seiner Einfachheit gerne als Programm zum Erlernen oder zur Demonstration einer neuen Programmiersprache verwendet, weswegen es auch in vielen modernen Programmiersprachen wie Java oder HTML5 existiert.

## Spielehistorische Bedeutung
Obgleich Hamurabi hauptsächlich ein Klon von Teilen eines anderen Programms ist, besteht sein Vermächtnis in der Reduziertheit und der dadurch erreichten Kopierbarkeit, was zu einer hohen Verbreitung führte. Erst dadurch konnten die Mechanismen seines Vorbilds viele spätere Programmierer beeinflussen. Bis in die späten 1970er Jahre wurde das Spiel zu verschiedenen Aufbauspielen erweitert, so beispielsweise zu King und Santa Paravia. Deutliche Anleihen sind auch noch in kommerziellen Spielen der 1980er Jahre wie Kaiser zu erkennen. Sowohl Sid Meier als auch Dan Bunten gaben für ihre wegweisenden Spiele Civilization und M.U.L.E. an, Mechanismen von Hamurabi verwendet zu haben. Das Spiel gilt als ein wichtiger Wegbereiter für das Genre der Globalstrategiespiele.